# ألفاث ديل بي
بلدية الفَحْص أو (نقحرة: ألفاث ديل بي) (بالإسبانية: Alfaz del Pi) هي بلدية تقع في مقاطعة لقنت التابعة لمنطقة بلنسية شرق إسبانيا.

## الديموغرافيا
بلغ عدد سكان بلدية الفحص 21.670 نسمة عام 2011 (وفقاً للمعهد الوطني الإسباني للإحصاء).
| 12.547 | 13.226 | 15.848 | 16.843 | 19.913 | 21.011 | 21.670 |